# Glúniairn
No confundir con otro caudillo del mismo apodo, Járnkné (rodilla de hierro), padre de Eoloir Jarnknesson del reino de Dublín (siglo IX)
Glúniairn (m. 989), (nórdico antiguo: Járnkné; castellano: rodilla de hierro), fue un caudillo hiberno-nórdico, monarca vikingo del reino de Dublín de la dinastía Uí Ímair que gobernó hacia finales del siglo X.
Glúniairn era hijo de Amlaíb Cuarán (Olaf) quien abdicó tras la derrota de la batalla de Tara (980) y la captura de Dublín por Máel Sechnaill mac Domnaill, gran rey de Irlanda. Olaf se retiró a Iona donde probablemente vivió como monje y poco más tarde murió. Glúniairn y Máel Sechnaill eran ambos hijos de Dúnlaith, hija del anterior gran rey de Irlanda, Domnall ua Néill de Cenél nEógain, y Máel Sechnaill designó a su hermanastro para el gobierno de Dublín como su vasallo. Máel Sechnaill liberó a muchos de los rehenes y cautivos que Olaf mantuvo en Dublín, entre ellos Domnall Claen mac Lorcan, rey de Leinster.
Parece que Glúniairn se benefició sustancialmente del apoyo de su hermanastro, y ese apoyo se extendió más allá de su poder sobre Dublín en 980 sobre las reclamaciones de sus otros muchos hermanastros. Domnall Clóen junto a Ivar de Waterford (pariente lejano de Glúniairn), se enfrentaron en el campo de batalla a Máel Sechnaill y Glúniairn en 983, que derrotaron a sus enemidos. El hijo de Ivar, Gilla Pátraic falleció en la contienda. El ejército de Máel Sechnaill devastó Leinster mientras los vikingos de Glúniairn atacaron la iglesia de Glendalough.
En 989 Glúniairn fue «asesinado cuando estaba borracho, por su propio esclavo», el nombre de su asesino era Colban según Chronicon Scotorum de Dubhaltach Mac Fhirbhisigh. Benjamin Hudson sugiere que los informes sobre la muerte en los anales irlandeses, y en particular la rápida respuesta de Máel Sechnaill, confirman que la muerte Glúniairn fue más probablemente el resultado de luchas internas entre facciones de Dublín. Los anales citan que Máel Sechnaill atacó Dublín, aniquilando cualquier resistencia. Preguntó, y recibió el pago del eraic, un término de las Leyes Brehon que corresponde al wergeld de los anglosajones y vikingos. Mantuvo una tercera parte del tributo para la corona, que es lo que la ley prescribe para un gobernante o un noble que actúa para hacer cumplir el pago. No está claro si Glúniairn fue sucedido por Sigtrygg Silkiskegg, su medio hermano paterno, o por su rival Ivar de Waterford.

## Herencia
Glúniairn tuvo al menos una hermana llamada Ragnhild que casó con Congalach Cnogba. El hijo de Glúniairn, Gilla Ciaráin murió en 1014 en la batalla de Clontarf. Tuvo un segundo hijo, llamado Sitriuc, quien según los registros mató a Gofraid, hijo de Sigtrygg Silkiskegg, en Bretland (Gales, año 1036). Posiblemente este Gofraid fuese Godred Sigtryggsson (m. 1070), caudillo del reino vikingo de Mann que dio refugio a Godred Crovan. Gofraid tuvo un hijo llamado Fingal que también gobernó Mann y murió en 1079. Algunas interpretaciones identifican a Mac Congail, que gobernó en el reino de Rhinns, como hijo de Fingal.